# Карпиньяно-Сезия
Карпиньяно-Сезия (итал. Carpignano Sesia) — коммуна в Италии, находится в регионе Пьемонт, в провинции Новара.
Население составляет 2541 человек (2008), плотность населения составляет 182 чел./км². Занимает площадь 14 км². Почтовый индекс — 28064. Телефонный код — 0321.
В коммуне во второе воскресение сентября особо празднуется Воздвижение Креста Господня.

## Демография
Динамика населения:

## Города-побратимы
- Мате, Франция

## Администрация коммуны
- Официальный сайт: http://www.comune.carpignanosesia.no.it/